# Inge Dekker
Inge Dekker (n. 18 august 1985, Assen, Drenthe, Țările de Jos) este o înotătoare olandeză, medaliată olimpică. A participat la 4 ediții ale Jocurilor Olimpice (2004, 2008, 2012, 2016) în care a câștigat o medalie de aur, o medalie de argint și o medalie de bronz.